# Keagan Dolly
Keagan Larenzo Dolly (Joanesburgo, 22 de janeiro de 1993) é um futebolista profissional sul-africano que atua como atacante, atualmente defende o Kaizer Chiefs.

## Carreira
Keagan Dolly fez parte do elenco da Seleção Sul-Africana de Futebol nas Olimpíadas de 2016, sendo o capitão da equipe.